# 고흥점암중앙중학교
고흥점암중앙중학교(高興占岩中央中學校)는 대한민국 전라남도 고흥군 점암면 모룡리에 있는 공립 중학교이다.

## 학교 연혁
- 1971년 1월 25일 : 고흥점암중앙중학교 인가
- 1971년 3월 8일 : 고흥점암중앙중학교 개교
- 2024년 3월 1일 : 제26대 김효진 교장 부임
- 2025년 1월 9일 : 제52회 졸업식 졸업생 8명, 총 졸업생 5,186명
- 2025년 3월 4일 : 입학식(6명 입학 남 1명, 여 5명)

## 참고 자료
- 고흥점암중앙중학교 - 한국교육학술정보원 학교알리미